# Bartolomeo Peyrot
Bartolomeo Peyrot, a volte scritto Peyrotte (Bobbio Pellice, 2 novembre 1836 – Luserna San Giovanni, 17 novembre 1920), è stato un alpinista italiano.
È passato alla storia perché è stato il primo italiano a raggiungere la vetta del Monviso il 4 luglio del 1862, un anno prima della spedizione capitanata da Quintino Sella.

## Biografia
Della vita di Bartolomeo Peyrot (Barthélemy nei documenti d'archivio ed erroneamente Peyrotte nella relazione di Tuckett, Sella e altri contemporanei) non si conosce molto.
Nasce a Bobbio Pellice il 2 novembre 1836 da David Peyrot (1801–1879) e Jeanne Allio e il 13 dello stesso mese viene battezzato valdese con Paul Artus e Catherine Bertin, sua moglie, come padrino e madrina.
Molto probabilmente partecipa alle guerre d’indipendenza ottenendo anche delle medaglie.

### Monviso

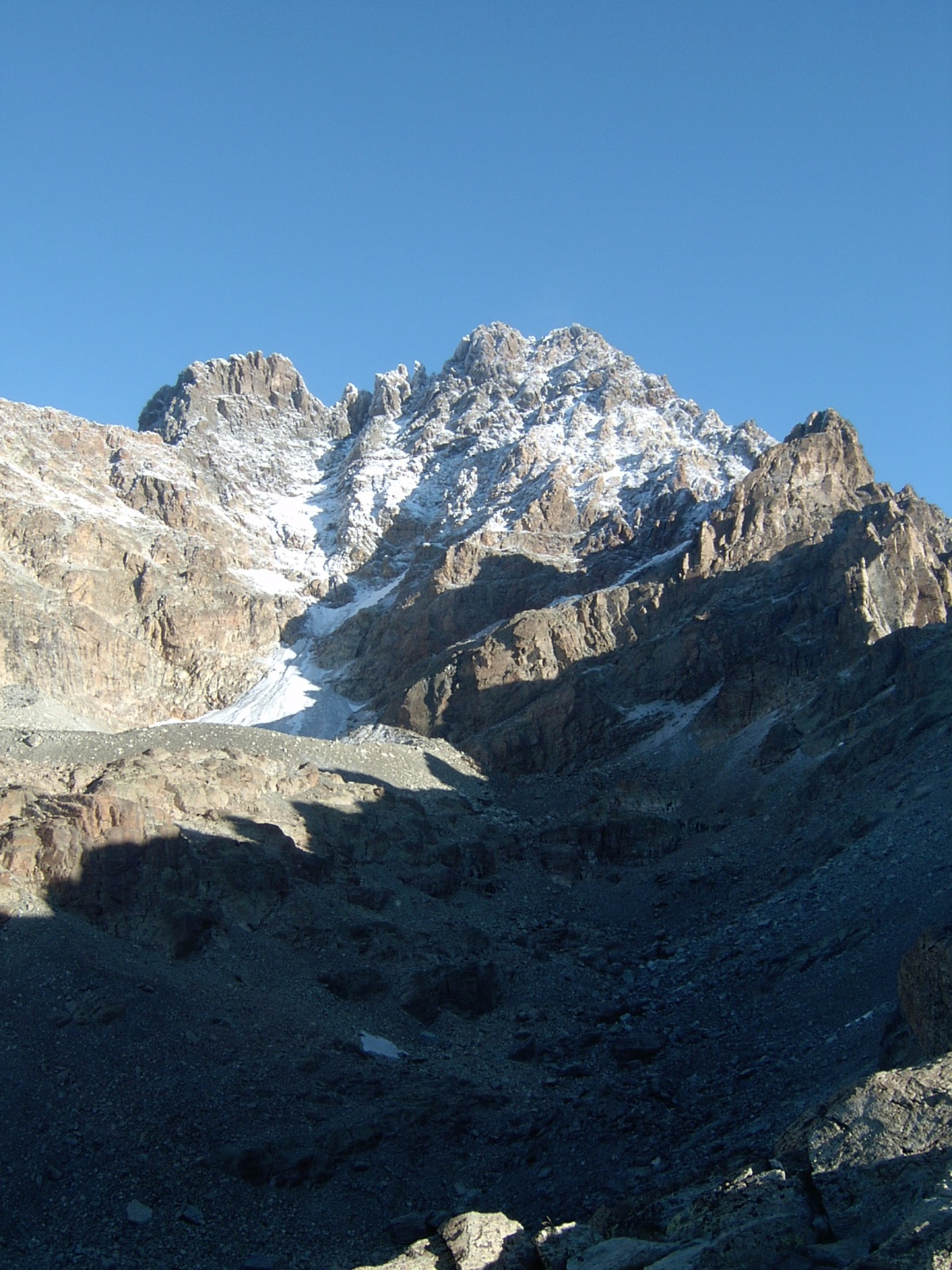
Parete sud del Monviso (via normale) dal Passo delle Sagnette

Nel luglio del 1862 viene scelto dal giovane inglese Francis Fox Tuckett, viaggiatore benestante appassionato di alpinismo, per fargli da portatore nella scalata al Monviso in cui egli desiderava cimentarsi (le guide erano Michel Croz e lo svizzero Peter Perrn). Durante quell'impresa a Peyrot toccarono i compiti più gravosi: infatti si dovette caricare sulle spalle gran parte del materiale di Tuckett (il pesante teodolite, il termometro, i viveri di entrambi). Insieme a loro, bivaccò sulla vetta della montagna a 3.841 m di quota nella notte tra il 4 e il 5 luglio, in cui c'era vento e nevicava, privo di un equipaggiamento adeguato (coperte, abiti caldi) di cui invece godevano gli altri tre e in particolare il ricco Tuckett. Dopo quella dura esperienza di salita al Monviso con Tuckett nel 1862 ("un buon diavolo, piccolo, ma di buona volontà" scrive di lui l'inglese nella relazione pubblicata in italiano sulla Gazzetta di Torino il 18 e 19 marzo 1863), accompagna ancora un gruppo nell'agosto del 1863, ma quella volta non riescono ad arrivare in cima.

### Vita privata
Il 24 settembre 1871 si sposa nel tempio di Bobbio Pellice con Constance Bonjour; celebra il matrimonio il pastore Matthieu Gay. Dopo pochi mesi nasce il primogenito David (12 dicembre 1871) cui segue quattro anni dopo la figlia Jeanne (10 maggio 1875). Muore all'età di 84 anni il 17 novembre 1920 alla borgata Giaime di Luserna San Giovanni. Dal registro dei funerali della chiesa valdese di San Giovanni risulta che era vedovo e operaio ("ouvrier") di professione.

## Riconoscimenti
Il Club Alpino Italiano della Val Pellice, in occasione dell'anno del 150 esimo anniversario dell'impresa di Peyrot (2012), ha organizzato una serie di eventi per celebrare il suo illustre concittadino. Nell'ambito della Rassegna di Arte e Spettacolo MontagnArt, in programma in Valle tra novembre e dicembre 2012, viene allestita una mostra e proiettato un film a soggetto della durata di 37 minuti girato nell'estate 2012 e incentrato sulla figura di Peyrot.